# 平改坡
平改坡是1990年代末至2010年中華人民共和國各大城市推行的房屋平屋顶改坡屋顶改造工程，目的是讓房頂免於遭受積水的困擾。2012年之后，平改坡工程逐漸偃旗息鼓。

## 上海
1960-1980年代，上海建设了一批平頂住宅。不過由於這些房屋品質不佳，住在裡面的居民對建築並不滿意。1999年6月，上海提出了平改坡政策，同時对住宅外立面进行整修。1999年8月到2005年，上海累计完成了7190幢改造。200年6-2008年间，“平改坡”逐渐收尾。2018年后“美丽家园”项目启动，杨浦區再度開展平改坡。

## 北京
2002年，北京开始准备平改坡工程，2004年正式將平改坡列入城市环境建设规划的“折子工程”。2003年提出北京三环路内消灭平頂屋，2004年全面铺开，2006年全线完工。

## 江陰
2006年，平改坡是當年的實事項目之一。